# Psychothérapie institutionnelle
 (août 2018).
La psychothérapie institutionnelle est un type de psychothérapie en institution psychiatrique qui met l'accent sur la dynamique de groupe et la relation entre soignants et soignés. La visée de soigner le collectif soignant et d'humaniser le fonctionnement des établissements psychiatriques, afin que les patients reçoivent un soin de meilleure qualité, est une caractéristique de ce mouvement thérapeutique.
Le secteur psychiatrique français a ainsi été fondé par les représentants de la psychothérapie institutionnelle dans les années 1970, dans le but de rompre avec les pratiques asilaires antérieures et de favoriser les soins ambulatoires dans la Cité.
Le Groupe de travail de psychothérapie et de sociothérapie institutionnelles est fondé en 1960 par François Tosquelles, Jean Oury, Roger Gentis, Horace Torrubia, Jean Ayme, Yves Racine, Jean Colmin, Maurice Paillot et Hélène Chaigneau, puis il est rejoint notamment par Félix Guattari, Ginette Michaud, Claude Poncin, Henri Vermorel, Michel Baudry, Nicole Guillet, Robert Millon, Jean-Claude Polack, Gisela Pankow et Jacques Schotte.
Les lieux emblématiques en France sont : l'hôpital de Saint-Alban-sur-Limagnole (autour du Dr François Tosquelles), les cliniques de La Borde (Dr Jean Oury) et de La Chesnaie à Chailles (Dr Claude Jeangirard). En France, en 2021 une trentaine de clubs thérapeutiques fonctionnent, ils sont fédérés au sein du Truc (Terrain de rassemblement pour l'utilité des clubs).

## Histoire

### Naissance à Saint-Alban
L'expression apparaît pour la première fois en 1952, dans un article intitulé « La psychothérapie institutionnelle française », publié dans la revue Anais Portugueses de Psiquiatria, écrit par deux psychiatres français : Georges Daumezon (qui en a fait la proposition) et Philippe Koechlin.
L'hôpital de Saint-Alban-sur-Limagnole, en Lozère, voit s'opérer un bouleversement de la pratique psychiatrique pendant la Seconde Guerre mondiale, notamment sous l'impulsion du psychiatre catalan François Tosquelles. Ce dernier, républicain marxiste de sensibilité libertaire, a déjà eu l'occasion de transformer la pratique médicale en Espagne, pendant la guerre civile espagnole. Il a, par exemple, permis à des prostituées d'exercer la fonction de personnel soignant. Condamné à mort par le régime de Franco, il se réfugie en France au camp de Septfonds, où il organise un service de psychiatrie. Paul Balvet, alors directeur de l'hôpital de Saint-Alban, l'invite à rejoindre son équipe, avec l'accord du préfet, facilité par la publication d'une analyse clinique par Tosquelles et Antoni Subirana.
Tosquelles a dans ses bagages deux livres fondamentaux pour sa pratique : celui de Hermann Simon, Aktivere Krankenbehandlung in der Irrenanstalt, où est développée notamment l'idée qu'un établissement est un organisme malade qu'il faut constamment soigner, et la thèse de Jacques Lacan , De la psychose paranoïaque dans ses rapports avec la personnalité), dont il fait réaliser pendant la guerre des éditions clandestines par l'imprimerie du club des malades de l'hôpital.
Selon Tosquelles la psychothérapie institutionnelle doit marcher sur deux jambes : Karl Marx et Sigmund Freud, dont les œuvres permettent de penser les deux aliénations, l'une psychopathologique, l'autre sociale. Dès le départ, la richesse des références est une des caractéristiques de ce mouvement : la psychanalyse et la psychiatrie, mais aussi le marxisme, la pédagogie selon la méthode de Célestin Freinet (qui prêtera son imprimerie à l'hôpital de Saint-Alban). Plus tard, les techniques de groupe nord-américaines (Kurt Lewin, Jacob Levy Moreno) sont introduites à Saint-Alban par M. Monod qui y est psychologue. Le directeur, Lucien Bonnafé, orchestre cette activité, il reçoit Paul Éluard qui transforme Saint-Alban en plate-forme d'édition clandestine, ainsi que d'importants agents de liaison de la Résistance française comme Georges Sadoul ou Gaston Baissette. Tout cela pour fonder sur le terrain une pratique qui prenne en compte la souffrance psychique.

### Jean Oury et La Borde
En 1947, Jean Oury arrive comme interne à Saint-Alban, il y reste jusqu'en 1949 pour partir ensuite dans le Loir-et-Cher, à la clinique de Saumery – lui permettant de se rapprocher de Paris pour faire une analyse avec Jacques Lacan. En 1953, il fonde la Clinique de La Borde qui deviendra le principal lieu de la psychothérapie institutionnelle en France.
Parallèlement, Fernand Oury, son frère s'intéressera à des méthodes alternatives d’enseignement, celles de la pédagogie Freinet avant de fonder la pédagogie institutionnelle, et présente l'un de ses anciens élèves à Jean Oury, Félix Guattari. Ils collaboreront épisodiquement à Saumery, puis de façon systématique, jusqu'à son décès en 1992, à La Borde.
D'autres établissements existent, tel celui, voisin, de La Chesnaie et le mouvement a essaimé aussi bien en France, dont Pierre Delion en est un des principaux représentants, qu'à l'étranger. Il a par ailleurs eu une grande importance dans la création de la psychiatrie de secteur en France.
La psychothérapie institutionnelle, selon Jean Oury, tient au fait « qu'il n'est plus simplement pris en compte le patient, mais aussi le lieu dans lequel il vit, qu'il s'agit de lui permettre d'être actif, non pas simplement un objet de soins » et qu'« il faut traiter les autres comme des sujets, non comme des objets ».

## Principes théoriques et concepts fondamentaux

### Nature de l’institution
Dans le bouillonnant travail de théorisation qu'a connu (et connaît encore) le mouvement de la psychothérapie institutionnelle, une des difficultés rencontrées a été la définition du terme institution. Il semble que dans son usage initial, il restait des relents anglo-saxons assimilant institution et établissement. Il est vrai que, dans cette perspective, l'établissement devient lui-même objet de soin et soignant, mais cela n'épuise pas le recours au vocable.
À propos d'une définition de « la notion d'institution », ces derniers écrivent « Il faut avouer, avec Ginette Michaud que cette définition est difficile, que la notion même est controversée ». Les auteurs font appel à différentes propositions. Ils citent Georges Gurvitch qui la juge « encombrante et nuisible », Gilles Deleuze pour qui « les institutions sont des systèmes organisés de moyens destinés à satisfaire les tendances ». Lévi-Strauss et Sartre sont également convoqués.

### Une nouvelle relation thérapeutique
À l'époque, selon Jean Oury, « les hôpitaux gardaient, en général, une structure concentrationnaire ». L'élan presque fondateur, c'est la prise de conscience, chez certains membres des équipes soignantes, qu'ils se comportent avec les malades un peu comme les gardiens des camps avec les prisonniers. Il s'agit alors de modifier l'institution, la structure de l'établissement, pour modifier les rapports soignants / soignés.
La psychothérapie institutionnelle tente alors de « profiter au maximum des structures existantes afin d'essayer d'exploiter tout ce qui peut servir à « soigner » les malades qui y vivent ». L'institution est intégrée au traitement et cesse d'être réduite à un lieu de soin et d'enfermement pour devenir un lieu qui ménage un espace de vie sans nier la spécificité de la folie.
Comme le rappelle Jean Oury, « il est impossible de parler de la psychothérapie institutionnelle si on ne parle pas de la psychose, c'est inséparable de la théorisation que l'on fait, de façon permanente, de la psychose, de ce qu'on appelle la psychose ou les psychoses ; sinon cela n'a pas de sens ».
Le psychotique ayant un « transfert dissocié », il est nécessaire de lui proposer des possibilités multiples de transfert. Par conséquent, il faut alors la création de lieux, d'institutions variés, il faut assurer au patient la liberté de circulation, pour qu'il puisse aller d'un lieu à un autre. Dans le même esprit, les soignants ne sont pas recrutés spécifiquement dans le secteur sanitaire, certains sont artistes, agriculteurs. La « distinctivité » (Jean Oury) augmente d'autant. À la place d'un ensemble de personnel ayant la même formation, la même expérience, se trouvent des personnes ayant chacune un vécu propre. C'est autant de possibilités de points communs, de rencontres, et de transferts, pour les patients qui, dans leur immense majorité, sont issus d'un autre milieu que la psychiatrie. Avec la renommée grandissante de Félix Guattari, des philosophes et autres intellectuels vont s'engager dans le collectif soignant
Il y a par ailleurs, et repris notamment de Hermann Simon, la volonté que le patient soit partie prenante, activement, de ses soins. Cela peut se traduire par un investissement dans différentes institutions organisant le lieu de soins (ateliers, clubs, prise en charge du ménage, etc.). En contrepartie l'établissement verse régulièrement une somme, évaluant le travail réalisé, à une association interne, regroupant les soignés et les soignants.

## Citation
« Quand un atelier marchait bien, je me souviens qu’avec Félix Guattari on restait sur la réserve. Parce que dès qu’il y a mise en place d’une instance, ou d’un atelier, ceux qui y sont ont tendance à se regrouper, à se coller les uns aux autres dans un système de cooptation imaginaire, clos. Et il y a création d’un territoire. C’est une tendance dite naturelle. Plus on travaille bien dans un atelier, plus ça se ferme. Ce que j’appelle « la loi » doit intervenir pour casser ces territoires, ou du moins pour les ouvrir.[…] Donc, il y a ce tas de gens. L’institution, quand ça existe, c’est un travail, une stratégie pour éviter que le tas de gens fermente, comme un pot de confiture dont le couvercle a été mal fermé. La mise en place d’un club, c’est un opérateur pour éviter que ça fermente, sans se contenter de résoudre le problème par le cloisonnement et l’homogénéité. Or le problème est comparable quel que soit le tas de gens ; une école, une prison, une usine, un bureau. C’est pour ça que ce qu’on a appelé la psychothérapie institutionnelle – j’ai du mal à prononcer ce mot – est une instance critique de la société dans sa globalité. Éviter la dégradation d’un tas de gens par non-vigilance, ça demande du sérieux. Le sérieux, disait Kierkegaard, ça ne peut pas se définir. Le sérieux, c’est le sérieux.[…] Ce genre de travail est une façon de singulariser les gens qui sont là, de transformer, comme disait Gabriel Tarde, la foule en public, d’avoir affaire à l’hétérogène sans essayer de l’écraser. Ça, c’est l’exercice de la loi. Ça ne peut venir de l’établissement, qui ne peut produire que des règles. C’est un travail énorme parce que la loi, comme disait Lacan, c’est le désir. C’est ce qui structure l’ambiance, ce qui autorise une attention commune, une sympathie, une « attitude collective ». La mise en place concrète se fait par une structure de partage. « Partage est notre maître », comme disait Pindare. Si seulement… »

— Jean Oury

## Hommages
- La moindre des choses, film documentaire de Nicolas Philibert, 1996, sur la clinique de La Borde[13].
- L'Invisible, film documentaire de Nicolas Philibert (Entretien avec Jean Oury),45 minutes, tourné en 2002, bonus du DVD La moindre des choses, Editions Blaq Out, 2018.
- La Brande (ARRIÈRE-PAYS DES INSENSÉ·ES), pièce de théâtre mise en scène Alice Vannier, Cie Courir à la catastrophe, 2022[14].
- Sur l'Adamant, film documentaire de Nicolas Philibert, sorti en 2023. Le film traite de l'hôpital expérimental homonyme, une péniche sur la Seine parisienne. En épilogue, le cinéaste nous dit : « Dans un monde où penser se réduit si souvent à cocher des cases et où l’accueil du singulier est de plus en plus écrasé, il y a encore des lieux qui ne cèdent pas, qui tentent de maintenir vivante la fonction poétique de l’homme et du langage »[15].

#### Ouvrages
(Dans l'ordre alphabétique des noms d'auteurs :)
- Catherine De Luca Bernier,  Hommage à La Borde : La psychothérapie institutionnelle en acte, Champ social, 2024,  (ISBN 9791034608973) [lire en ligne].

- Joseph Mornet, Psychothérapie institutionnelle : histoire et actualité, Éditions Champ Social, coll. « Psychothérapie institutionnelle », 2007, 192 p. (ISBN 978-2-913376-93-9, lire en ligne).

- Jean Oury, Psychiatrie et psychothérapie institutionnelle : traces et configurations précaires, Nîmes, Champ social, coll. « Psychothérapie institutionnelle », nîmes, 308 p. (lire en ligne).

- Élie Pouillaude, L'aliénation : psychose et psychothérapie institutionnelle, Hermann, coll. « Psychanalyse », 2014, 450 p. (lire en ligne).

- Danielle Sivadon (dir.), Psychothérapie institutionnelle. Aspects de la vie quotidienne à l’hôpital psychiatrique, monographie de la Revue Recherches no 10, mai 1970, « Sommaire »

- François Tosquelles, Éducation et psychothérapie institutionnelle, Champ social, coll. « pédagogie et pratique de l'institutionnel », 2006, 224 p. (lire en ligne).

- François Tosquelles (trad. Annie Bats et Sandra Alvarez de Toledo, textes choisis et présentés par Joana Masó), Soigner les institutions, L'Arachnéen, 2021, 397 p. (ISBN 978-2-37367-018-9, BNF 46912737).

#### Articles
- Jean Oury, « Psychanalyse, psychiatrie et psychothérapie institutionnelles », VST - Vie sociale et traitements, vol. 3, no 95,‎ 2007, p. 110-125 (lire en ligne, consulté le 28 juin 2025).

- Danielle Roulot, « Présentation de la psychothérapie institutionnelle aux administratifs », VST - Vie sociale et traitements, vol. 4, no 80,‎ 2003, p. 11-13 (lire en ligne, consulté le 28 juin 2025).